# یوهان باپتیست فون اشپیکس
یوهان باپتیست فون اشپیکس (آلمانی: Johann Baptist von Spix؛ زاده ۹ ژانویهٔ ۱۷۸۱ درگذشته ۱۳ مارس ۱۸۲۶) یک زیست شناس اهل آلمان بود.